# 히식스
히식스(He6)는 대한민국의 록밴드이다.

## 히파이브
조용남(기타리스트)이 1968년 키보이스에서 활동했던 김홍탁과 한웅(키보드), 유영춘(보컬), 김용호(드럼)와 함께 히파이브를 결성했다. 1970년 해체될 때까지 '초원', '꿈꾸는 사랑', '헤이 쥬드' 등을 히트시켰다. 유영춘은 이후 영사운드에서 '등불', '달무리'라는 히트곡을 냈다.

## 히식스
김홍탁이 1969년 조용남, 유상윤, 권용남, 이영덕, 김용중과 함께 히식스를 결성했다.  1970년 1집 타이틀곡 '초원의 사랑'을 히트시켰고, 1970년 제2회 플레이보이컵 보컬그룹 경연대회에서 키보이스를 누르고 우승했다. 이후 김용중 대신 명지대 3학년이었던 보컬 최헌을 영입했다. 최헌 영입 이후 '물새의 노래' '당신은 몰라' '사랑의 상처' 등의 히트곡을 남겼다.히식스는 '말하라 사랑이 어떻게 왔는가를' 등 김홍탁 자작곡을 중심으로 활동했다. 1972년 김홍탁의 도미 후 활동을 중단했다가 정훈희의 오빠 정희택을 영입해 활동을 재개하기도 했다. 2011년 재결합 공연을 하기도 했다.

## 파파스밴드
파파스밴드는 '히식스'출신의 유상윤(건반,색소폰,보컬), 조용남(베이스,보컬), 김용중(리듬기타,보컬)과 '위대한 탄생'출신의 김석규(리드기타,보컬), 변성용(건반,보컬), 이건태(드러머,보컬)가 결성한 그룹이다.
2015년 6월 30일 첫 단독공연으로 그룹 활동을 신호탄을 쏘아올렸다.

2015년 11월 26일에는 가수 주현미와 콜라보 프로젝트 무대를 선보이기도 하였다.

2015년 3월 12일~13일에는 슈퍼밴드 콘서트 레전드&히스토리 라는 타이틀로 1960년대 그룹사운드의 전설 '파파스밴드'와 80년대 인기 그룹사운드 '서울패밀리'의 본격적인 활동 재개를 선언하는 무대가 꾸며졌다.

특히나 이번 무대에서는 1997년 김홍탁, 김기표, 조용남, 정희택이 모여 만든 밴드 2040의 앨범 1번 트랙의 "사랑은 무슨 사랑"을 선보였다. 이 곡은 파파스밴드의 본격적인 활동에서 데뷔곡으로 선정되었다.

## 멤버
- 이영덕 - 키보드, 보컬
- 최헌 - 기타, 보컬
  - 출생: 1944년 3월 12일, 사망: 2012년 9월 10일(68세)
- 김홍탁 - 기타
  - 출생 · 현재 나이: 1944년 3월 12일(81세)
- 조용남 - 베이스
  - 출생: 1947년 1월, 사망: 2024년 11월 1일(77세)
- 권용남 - 드럼
- 유상윤 - 플루트, 키보드